# Anker
Anker es una empresa china subsidiaria de Anker Innovations, con sede en Guangdong, China. La marca es conocida por fabricar cables USB para dispositivos móviles, Power Banks, y variados electrodomésticos. 

## Historia

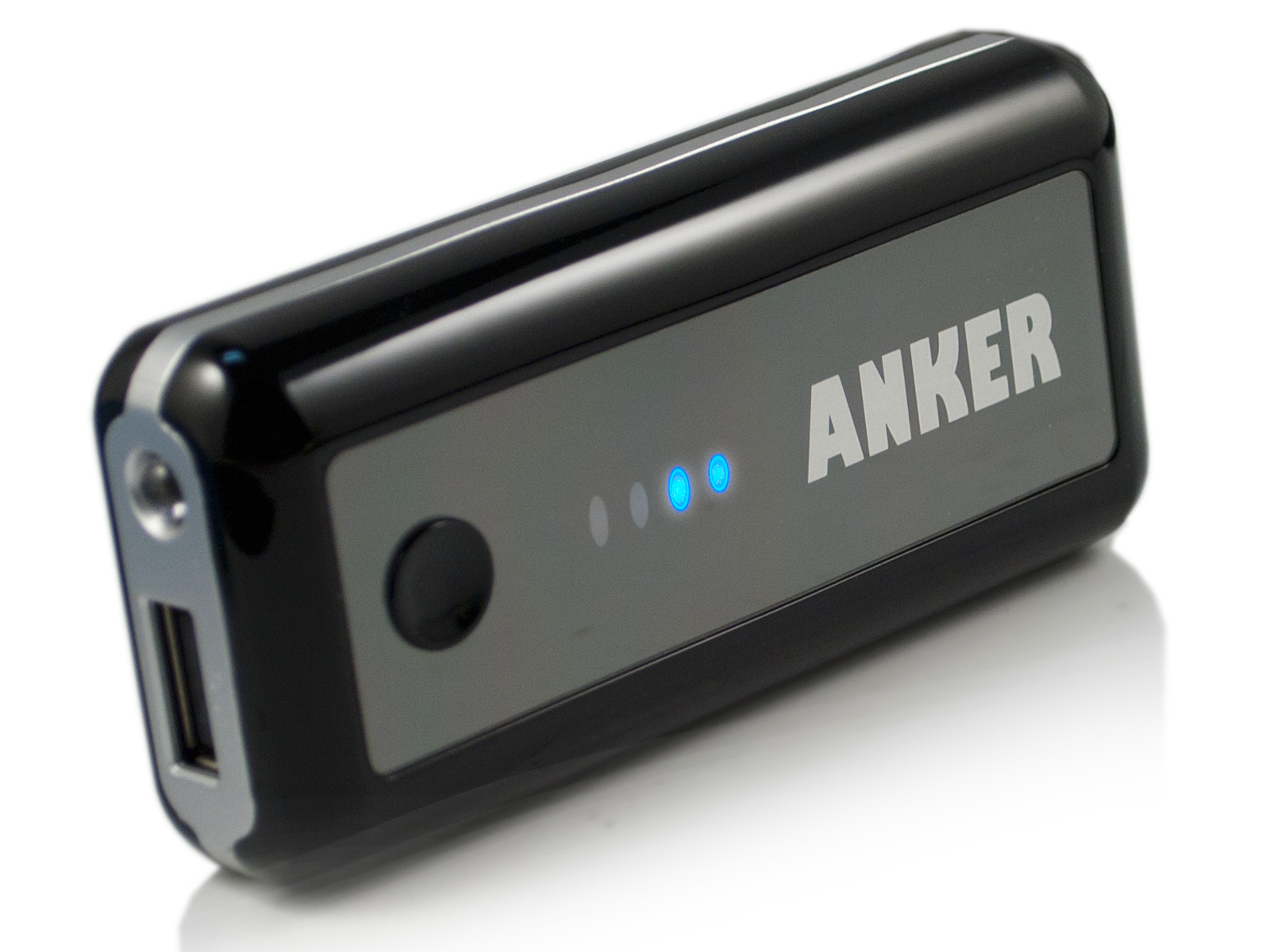
Anker Astro, un Power Bank introducido en 2011.

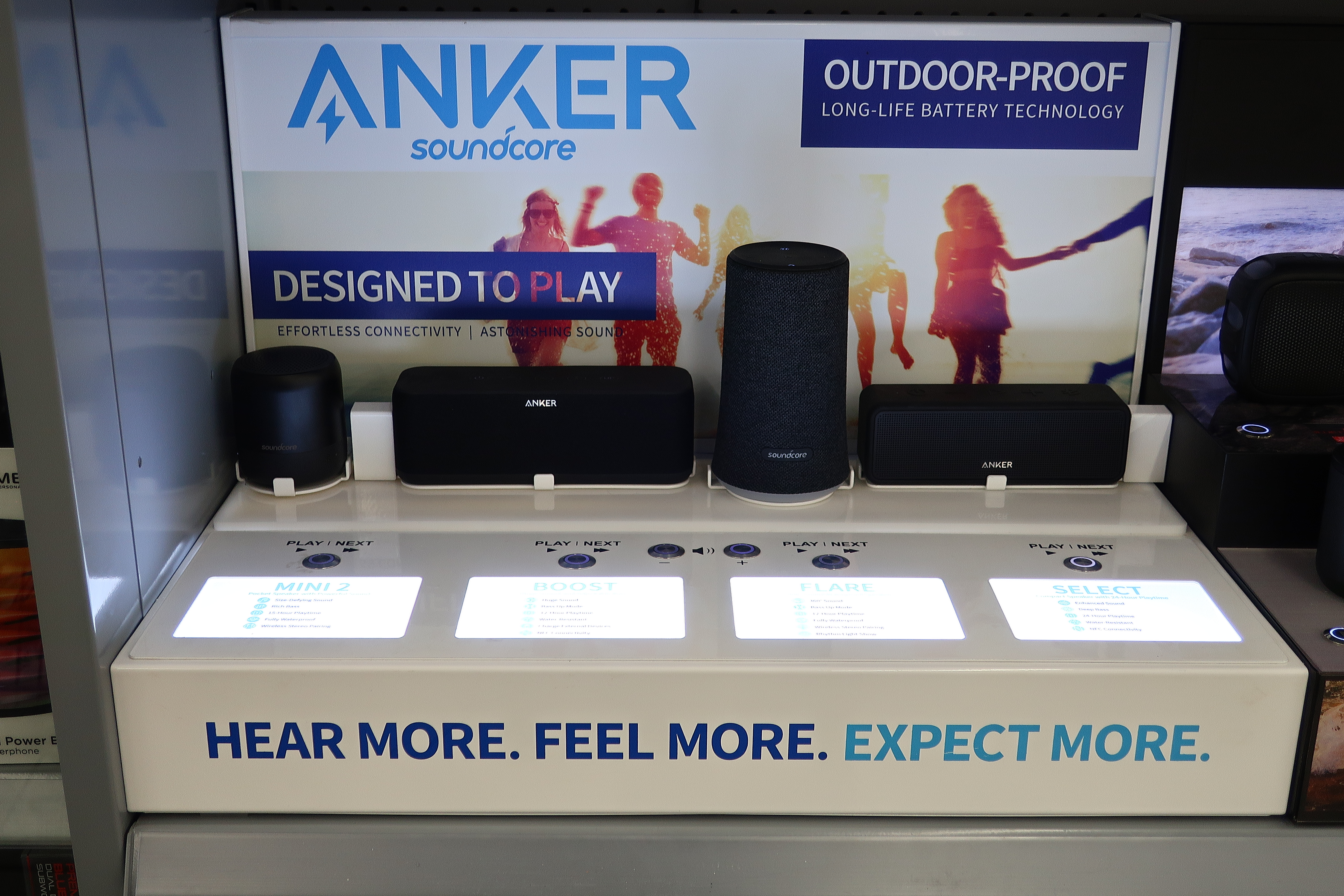
Una mostrador interactivo presentando Anker SoundCore.

Steven Yang fundó la empresa en 2011 después de trabajar como ingeniero de software para Google en California. En ese mismo año se mudó a Shenzhen, China. Posteriormente a principios de 2012, fue contratado el jefe de ventas de Google en China, Dongping Zhao. Se convirtió en presidente de Anker Innovations en 2018. En 2012, Anker cambió su enfoque de solamente Power Banks a cables USB, altavoces Bluetooth y cargadores de pared.  
Anker mantiene filiales en los Estados Unidos, Alemania, Reino Unido, Japón y China. Antes de 2017, sus productos se vendían casi exclusivamente en Amazon. Actualmente vende sus productos en su sitio web y en los principales minoristas, incluidos Best Buy y Walmart y Amazon. 

## Productos
Su principal mercado son los accesorios para teléfonos móviles, incluyendo los Power Banks, cables de carga y cargadores USB. Anker también produce electrodomésticos inteligentes y dispositivos de seguridad de Eufy, auriculares y altavoces Bluetooth por parte de SoundCore.

## Polémicas
En 2016, varios cables USB Tipo C sufrieron un defecto de fabricación que podría causar daños a los dispositivos conectados, lo que provocó su retiro del mercado.
En febrero de 2023, Anker reconoce que sus cámaras de seguridad Eufy retransmitían video sin cifrar, el cual era accesible a través de VLC.